# شاهک سبزرگه ماداگاسکاری
شاهک سبزرگه ماداگاسکاری (نام علمی: Charaxes antamboulou) نام یک گونه از سرده شاهک است.